# أجيمانغ دياووسي
أجيمانج دياووسي (12 فبراير 1998 - 28 نوفمبر 2023)، هو لاعب كرة قدم ألماني من أصل غاني، لعب كجناح أيمن. لعب مع منتخب ألمانيا لكرة القدم للشباب.

## وفاته
توفي يوم الثلاثاء 28 نوفمبر 2023، وأكد نادي يان ريجنسبرغ سايدون أن وفاة دياووسي جاءت بعد تعرضه لتوقف مفاجئ للقلب، يُفترض أنه ناجم عن عدوى فيروسية، مع اشتباه في التهاب عضلة القلب.

## ألقاب
وين فيسبادن
- كأس هسيان: 2018–19.[4]

دينامو دريسدن
- الدوري الألماني الدرجة الثالثة: 2020–21.[5]